# Josaiah Stewart
Josaiah Stewart (New York, 26 aprile 2003) è un giocatore di football americano statunitense che milita nel ruolo di linebacker per i Los Angeles Rams della National Football League (NFL).

## Carriera universitaria

### Coastal Carolina

#### 2021
Stewart iniziò a giocare nel college football con i Coastal Carolina Chanticleers nel 2021. Quell’anno, nella gara contro Georgia Southern, stabilì un record scolastico con 4 sack. Chiuse la sua prima stagione con 43 tackle, di cui 16 con perdita di yard, 13 sack e 3 fumble forzati. Quei 13 sack furono un nuovo primato stagionale per un giocatore di Coastal Carolina, superando i 10,5 di Tarron Jackson. Per le sue prestazioni fu inserito nella formazione ideale della Sun Belt Conference, e premiato come Freshaman All-American.

#### 2022
Nel 2022 Stewart fece registrare 36 tackle, 3 sack e un fumble forzato, venendo inserito nella seconda formazione ideale della Sun Belt. A fine anno optò per cambiare istituto.

### Michigan

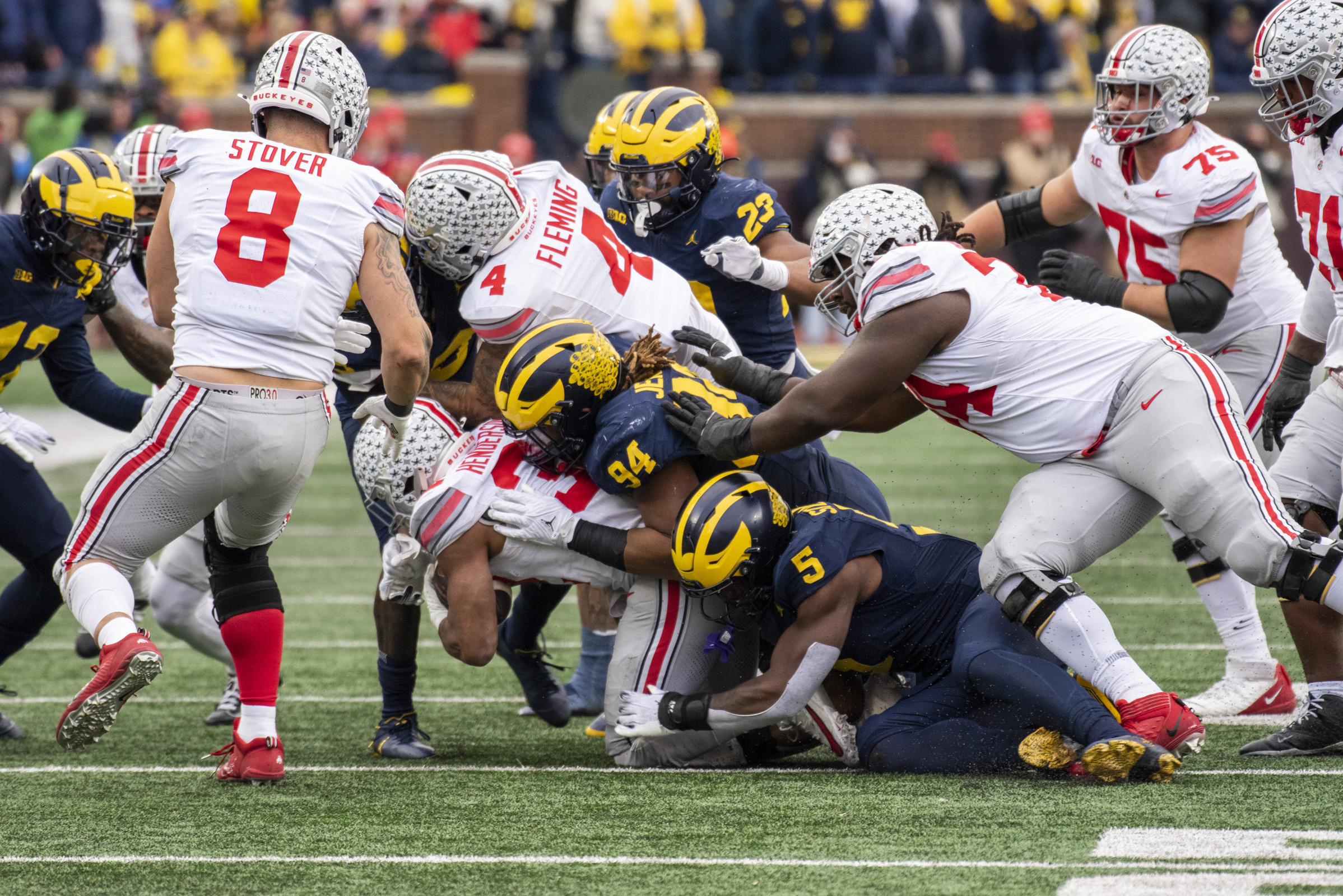
Stewart (n. 5) contro Ohio State’s nel 2023

#### 2023
Il 18 dicembre 2022 Stewart annunciò che si sarebbe trasferito all’Università del Michigan. Il 30 settembre 2023 mise a segno 5 placcaggi e 2 sack nella vittoria su Nebraska, venendo premiato come miglior difensore della Big Ten Conference della settimana.
Stewart chiuse la sua prima stagione con i Wolverines con 38 tackle, 2 passaggi deviati e fu secondo nella squadra con 5,5 sack, venendo nominato menzione onorevole nella formazione ideale della Big Ten. Michigan conquistò il titolo nazionale battendo Washington nella finale dei College Football Playoff.

#### 2024
Prima della stagione 2024, Pro Football Focus classificò Stewart come nono miglior edge rusher nel football universitario. In questa stagione passò dal numero di maglia 5 allo zero.
Nella prima partita contro Fresno State, Stewart mise a segno 5 placcaggi e 2 sack. Nella settimana 4 contro USC, mise a segno 4 tackle, 2 sack e un fumble forzato. Per questa prestazione fu premiato come miglior difensore della Big Ten della settimana. Nella settimana 6 contro Washington mise a referto 4 tackle e un sack. Prima della settimana 8 fu nominato uno dei capitani della squadra.
 Nel nono turno contro Michigan State totalizzò 3 placcaggi, un sack e un fumble forzato nella vittoria per 24-17. Fu la quarta gara consecutiva in cui mise a segno almeno un sack. Nella settimana 13 contro Northwestern mise a segno due sack.
A fine stagione Stewart fu inserito nella formazione ideale della Big Ten. Chiuse con 11 gare come titolare, con 33 tackle e guidando la squadra in tackle con perdita di yard (13), sack (8,5) e fumble forzati (2). Nel dicembre 2024 annunciò che sarebbe passato tra i professionisti.

## Carriera professionistica

### Los Angeles Rams
Stewart fu scelto nel corso del terzo giro (90º assoluto) del Draft NFL 2025 dai Los Angeles Rams.